# Chiesa di Santa Maria Materdomini
La chiesa di Santa Maria Materdomini è una delle chiese monumentali di Napoli; è ubicata a margine della piazzetta Fabrizio Pignatelli.
Venne fondata nel 1573 dal cavaliere gerosolimitano Fabrizio Pignatelli, Balì di Sant'Eufemia e fratello del secondo duca di Monteleone. La chiesa venne costruita lo stesso anno in cui fu eretta la vicina struttura ospedaliera dei "Pellegrini" e, alla morte del fondatore, la cappella venne ceduta all'Arciconfraternita della Santissima Trinità, che già gestiva il nosocomio.
Il disegno della facciata è attribuibile all'architetto Giovanni Francesco Di Palma. Sul portale d'ingresso, originariamente, era collocata una statua della Madonna con Bambino di Francesco Laurana (XV secolo), attualmente disposta sull'altare maggiore.
L'interno, composto da un'unica navata, è stato sottoposto a rimaneggiamenti rilevanti durante il XIX secolo. Nella chiesa è collocato il Monumento funebre di Fabrizio Pignatelli, commissionato nel 1590 a Michelangelo Naccherino e completato nel 1609. Sulla sinistra è presente un dipinto di Leonardo Olivieri del 1721, raffigurante la Vergine con i Pellegrini e la Carità, mentre sul lato opposto è esposta una tela di Nicola Malinconico (la Vergine e i Santi Gennaro e Francesco di Paola).
Nel tempio è ospitato anche il Monumento funebre di Maria Luisa Colonna di Stigliano, ottocentesca di Francesco Liberti.